# كاريل هاجيك
كاريل هاجيك (بالتشيكية: Karel Hájek)‏ هو مصور تشيكي، ولد في 22 يناير 1900، وتوفي في 31 مارس 1978 في براغ في التشيك.